# Muscolo gemello inferiore
Nell'anatomia umana il muscolo gemello inferiore è un muscolo che fa parte dei muscoli esterni dell'anca.

## Anatomia
Di forma piccola e appiattita fa coppia con un altro muscolo gemello, quello superiore, ed entrambi raggiungono la fossa trocanterica. Si ritrova vicino al muscolo otturatore interno.
Gli altri muscoli rotatori laterali dell'anca sono:
- Muscolo piriforme
- Muscolo otturatore esterno
- Muscolo otturatore interno
- Muscolo gemello superiore
- Muscolo quadrato del femore

Il muscolo è irrorato dall'arteria glutea inferiore.

## Funzioni
Grazie alla sua azione muove la coscia extraruotandola.